# تپه کانی رش
تپه کانی رش مربوط به سدهٔ ۷ ه.ق است و در شهرستان ارومیه، بخش صومای برادوست، دهستان برادوست، روستای سنجی واقع شده و این اثر در تاریخ ۲۵ آبان ۱۳۸۷ با شمارهٔ ثبت ۲۳۵۲۰ به‌عنوان یکی از آثار ملی ایران به ثبت رسیده است.